# Vincenzo Viola
Vincenzo Viola (ur. 16 listopada 1950 w Cammaracie) – włoski polityk i prawnik, poseł do Parlamentu Europejskiego IV kadencji.

## Życiorys
Z wykształcenia prawnik. Od 1976 do 1994 pracował w Sycylijskim Zgromadzeniu Regionalnym, m.in. jako wicedyrektor departamentu. W 1994 kandydował do Europarlamentu z listy Patto Segni. Mandat europosła IV kadencji uzyskał w 1995 i wykonywał go do 1999, zasiadając we frakcji chadeckiej. W 2001 objął stanowisko dyrektorskie w Banco di Sicilia (rekomendowany na tę funkcję przez Sojusz Narodowy). Zajął się też prowadzeniem działalności gospodarczej w ramach przedsiębiorstw z branży handlowej i nieruchomości.